# Ça cartoon
 (avril 2020).
Si vous disposez d'ouvrages ou d'articles de référence ou si vous connaissez des sites web de qualité traitant du thème abordé ici, merci de compléter l'article en donnant les références utiles à sa vérifiabilité et en les liant à la section « Notes et références ».
Ça cartoon est une émission de télévision française pour la jeunesse diffusée sur Canal+ du 16 février 1986 au 17 août 2008, puis sur Canal+ Family du 24 août 2008 au 29 mars 2009.

## Historique

### Création
Programmée le dimanche soir à 19 h 30, l'émission est à l'origine une sorte de Dernière Séance des courts-métrages d'animation : Philippe Dana accueille les téléspectateurs dans une salle obscure pour présenter les dessins animés en vrai cinéphile. Dominique Farrugia, dont ce sont les débuts à la télévision, interprète le rôle d'un projectionniste muet. À l'écran se succèdent des courts-métrages avec Bugs Bunny, Daffy Duck (Warner Bros.), Woody Woodpecker (Walter Lantz) et Tom et Jerry (MGM).
À partir de 1991, une version quotidienne, plus courte, est proposée avant Nulle part ailleurs. Elle est présentée dans le même décor, mais par Valérie Payet, également animatrice de Canaille Peluche, émission-jeunesse de la chaîne. Cette version s'arrête en 1994 lorsque Valérie Payet devient coprésentatrice de Nulle part ailleurs.
Avec le succès (Ça cartoon se classe régulièrement parmi les meilleures audiences hebdomadaires de Canal+, chaîne encore relativement confidentielle à l'époque), les Looney Tunes éclipsent peu à peu les autres séries, à l'exception de Tom et Jerry, qui ont toujours l'honneur de clore le programme. Ils deviennent également les protagonistes d'une autre émission diffusée les samedis après-midis : Décode pas Bunny.
L'animation de l'émission évolue considérablement durant les années 1990. Le studio austère des débuts laisse place à des saynètes durant lesquelles Philippe Dana côtoie des toons perturbateurs. Il s'agit de se rapprocher de l'esprit des émissions jeunesse de l'époque, tout en respectant une certaine continuité au sein de la chaîne en utilisant un procédé proche de Décode pas Bunny, dont la présentation est assurée par Bugs Bunny grâce à des extraits détournés de cartoons.

### Années 2000
En 2005, Canal+ perd son accord avec la Warner Bros., pour la diffusion de leur catalogue. Philippe Dana et Ludivine Laveine, désormais entourés des deux « toons », Georges l'âne (doublé par Philippe Spiteri puis par Paul Borne) et Alfred le busard (doublé par Bruno Salomone puis par Marc Saez), créations du studio Kayenta, présentent alors depuis « Le Labo du gag » les courts métrages de Heckle et Jeckle (Fox), Chilly Willy, Woody Woodpecker, Andy Panda (Walter Lantz/Universal), Fox and Crow (UPA), Pancho et Rancho (DePatie-Freleng) ou Popeye (Fleischer). La musique originale est composée par Nicolas Richard.
L'émission diffuse également ponctuellement des courts métrages des studios Disney, des Mister Magoo (UPA) et des Betty Boop (Fleischer).

## Présentation de l'émission
Philippe Dana a présenté l'émission du début jusqu'à la fin (1986 à 2009). De 1986 à 1991, Dana présentait l'émission seul. À partir de 1991, Dana présentera l'émission avec Valerie Payet avant qu'elle ne parte pour Nulle part ailleurs en 1994. Dana présentera alors l'émission seul pendant huit ans. Il faut attendre 2002 pour qu'il se voit admettre une nouvelle suppléante, Ludivine Laveine. À noter que jusqu'en 2000, les Looney Tunes apparaissaient aux côtés de Philippe Dana mais sans interagir dans l'émission, les Toons étaient inertes et ne parlaient pas. Les Toons présenteront donc l'émission aux côtés de Dana et Laveine jusqu'en 2005 où ils seront remplacés par Georges l'âne et Alfred le busard qui présenteront l'émission jusqu'à sa fin en 2009.

## Identité visuelle

Logo de l'émission du 16 février 1986 au 27 août 1995.
Logo de l'émission du 3 septembre 1995 au 31 août 2003.
Logo de l'émission du 7 septembre 2003 à 2005.

## Distinctions
- Ça cartoon a reçu quatre 7 d'Or de la meilleure émission pour la jeunesse en 1989, 1994, 1995 et 2003.

## Dessins animés diffusés sur CANAL+

### Warner Bros.
- Looney Tunes (1986-2005)
- Merrie Melodies (1986-2005)

### Walt Disney Pictures
- Mickey Mouse (1987-2005)
- Donald Duck (1987-2005)
- Dingo (1987-2004)
- Pluto (1987-2005)
- Tic et Tac (1987-2005)
- Roger Rabbit (2004)
- Silly Symphonies (1987-2005) (occasionnellement)

### Walter Lantz Productions
- Andy Panda (1986-2007)
- Woody Woodpecker (1986-2009)[2]
- Chilly Willy (2005-2009)
- Swing Symphonies (1987, 1989, 1994-2003)

### Metro Goldwyn Mayer
- Droopy (1989-2005)
- Casse-noisettes (1989, 1998, 2003-2004)
- Georges et Junior (1996, 2002-2004)
- Tom et Jerry (1986-2005)[2]
- Happy Harmonies (1986-2005)

### DePatie-Freleng
- La Panthère Rose (1987-1993, 2003)
- The Dogfather (2005, 2008-2009)
- Pancho et Rancho (2003, 2005-2009)

### Terrytoons
- Mighty Mouse (1997, 2001-2003, 2004, 2005-2009)
- Dinky Duck (1992, 2000, 2002-2003)
- Little Roquefort (2006-2009)
- Heckle et Jeckle (1987, 1989-1992, 2000, 2004, 2005-2008)

### United Productions of America(UPA)
- Mister Magoo (2008-2009)

### Hanna-Barbera
- Les Pierrafeu (1992, 1996, 1999-2000, 2004)
- Les Fous du volant (1997, 2000, 2002-2003)
- Yogi l'ours (1995-1997, 2002, 2004)
- Les Jetson (1995, 2000)
- Wally Gator (1997-1998, 2002)

### Columbia Pictures
- Color Rhapsodies (2006-2009)
- The Fox and the Crow (2002, 2004, 2005-2009)

### Fleischer Studios
- Betty Boop (1995-2002)
- Popeye le marin (1992-2004)
- Color Classics (2000-2001)